# Damian Stănoiu
Damian Stănoiu (n. 3 aprilie 1893, Dobrotinet, România – d. 8 iulie 1956, București, România) a fost un scriitor român. A fost un timp călugăr. A colaborat la „Viața românească”, „Gândirea”, „Adevărul literar și artistic”, etc. Nuvelele și romanele sale, consacrate lumii mănăstirești („Călugări și ispite”, 1928; „Necazurile părintelui Ghedeon”; „Duhovnicul maicilor”, 1929; „Alegere de stareță”, 1932; „O zi din viața unui mitropolit”, 1935, etc. și de asemenea ”Chef la mănăstire”, „Cazul Maicii Varvara”  și „Anichit păcătosul”), evidențiază cu umor contrastul flagrant dintre viața monahală reală, lipsită de trăiri spirituale și supusă tentațiilor lumești și exigențele de austeritate și pioasă reculegere impusă de morala religioasă. Remarcabilă la Stănoiu este savoarea stilistică datorită parodierii subtile a limbajului arhaic și bisericesc, precum și a comportării fățarnic-pocăite a personajelor. Alte romane sunt inspirate din mediul citadin: „Fete și văduve”, 1931; „Camere mobilate”, 1933; „Parada norocului”, 1934, ș.a. 
Critica literară a momentului a fost destul de dură. George Călinescu, într-un articol din Adevărul Literar și Artistic (1933), scrie: "În cărțile sale nu vom găsi analize, transfigurări, idei, interpretări, cazuri, portrete sintetice, adică tot ceea ce presupune o elaborare a universului în vederea unui scop superior informației. Cărțile sale cuprind poante, mai bine zis anecdote, reportaje din viață." 

## Opera
- Desertaciunea desertaciunilor, versuri, 1918;
- Doua ceasuri fericite, brosura, 1922;
- Manastirea Caldarusani, Bucuresti, 1924;
- Pentru vizitatorii manastirilor, ghid, Bucuresti, 1924;
- Manastirea Pasarea, Bucuresti, 1926;
- Manastirea Samurcanesti (Ciorogarla), Bucuresti, 1926;
- Manastirea Tiganesti, Bucuresti, 1926;
- Calugari si ispite. Bucuresti, 1928 (alte ed.: 1931; 1991);
- Necazurile parintelui Ghedeon, Bucuresti, 1928;
- Duhovnicul maicilor. Bucuresti, 1929;
- Demonul lui Codin (La poarta muzelor), Bucuresti, 1930;
- Fete si vaduve, Bucuresti, 1931;
- Pocainta staretului, Bucuresti, 1931;
- Alegere de stareta. Bucuresti, 1931 (pref. de D. Micu, Bucuresti, 1964; ed. ingrijita si postfata de Ion Nistor, Bucuresti, 1992);
- Camere mobilate. Bucuresti, 1933 (alte ed.: 1936; 1941; 1944; ed. ingrijita de I. Nistor, 1990);
- Ucenicii sfantului Antonie, Bucuresti, 1933 (alta ed.: 1934);
- O zi din viata unui mitropolit, Bucuresti, 1934;
- Parada norocului. Bucuresti, 1934 (alta ed.: 1941);
- Cinci prieteni, Bucuresti, 1935, 1991;
- Eros in manastire, Bucuresti, 1935;
- Oameni cu sticleti. Bucuresti, 1935;
- Pensionarii, Bucuresti, 1935;
- Pe strazile capitalei (Soarta lui Radu Pelin), Bucuresti, 1935;
- Doi vagabonzi, Bucuresti, 1936;
- Luminile satului (Apostoli mincinosi), Bucuresti, 1936, 1941;
- Cazul maicii Varvara, Bucuresti, 1937 (alta ed.: 1944; ed. ingrijita si pref. de I. Nistor, 1991);
- Casatorie de proba, Bucuresti, 1937 (alte ed.: 1940; 1943);
- In cautarea unei parohii. Bucuresti, 1937;
- Bucuresti-Sinaia, Bucuresti, 1938;
- O partida de poker, Bucuresti, 1938 (alte ed.: 1943; 1991);
- Voiaj de placere (Douazeci de zile in tren). Bucuresti, 1940;
- Dambovita apa dulce. Bucuresti, 1941 (alte ed.: 1942; 1944);
- Furtuna in iad, Bucuresti, 1942 (alta ed.: 1991);
- O noapte cu ghinion, Bucuresti, 1942 (alte ed.: 1943; 1946, 1993);
- Preot fara voie (Puterea cuvantului), Bucuresti, 1943;
- Magarul ciobanului, Bucuresti, 1944;
- Cartea pusnicilor, I-II, Bucuresti, 1945;
- Chimita R. Ilie, scolar si hoinar. Bucuresti, 1947;
- Doi colegi, Bucuresti, 1947;
- Haine vechi. Bucuresti, 1947;
- Jocul Satanei, Bucuresti, 1947;
- O ancheta, Bucuresti, 1949;
- Ucenicii sfantului Antonie. Necazurile parintelui Ghedeon. In cautarea unei parohii. Dragoste si smerenie. Alegere de stareta. Bucuresti, 1958;
- Amintiri din manastire, pref. de D. Micu, Bucuresti, 1962;
- Alegere de stareta. Ucenicii sfantului Antonie, ed. ingrijita de I. Nistor, Bucuresti, 1970;
- Necazurile parintelui Ghedeon. Cum petrec calugarii, I-II, ed. ingrijita, pref. si tabel cronologic de I. Nktor, Bucuresti, 1974;
- Nuvele si romane, ed. si pref. de I. Nistor, Bucuresti, 1987.

### Traduceri
- N. G. Pomialovski, Amintiri din seminar, trad. de Damian Stănoiu si Ad. Severin, Bucuresti, 1951;
- N. G. Pomialovski, Amintiri din seminar, trad. de Damian Stănoiu si Napoleon Zamfir, Bucuresti, 1963.